# فرانسوا آنریو
فرانسوا آنریو (فرانسوی: François Hanriot‎; تلفظ فرانسوی: [fʁɑ̃swa ɑ̃ʁjo]; ۳ دسامبر ۱۷۵۹ – ۲۸ ژوئیهٔ ۱۷۹۴) سخنران عمومی و فرمانده گارد ملی در جریان انقلاب فرانسه بود.
او نقشی حیاتی در شورش ۳۱ مه – ۲ ژوئن ۱۷۹۳ و متعاقب آن سقوط ژیروندن‌ها ایفا کرد. در ۲۷ ژوئیه ۱۷۹۴ او سعی کرد ماکسیمیلین روبسپیر را که توسط کنوانسیون دستگیر شده بود آزاد کند. او روز بعد - همراه با روبسپیر، دو سن-ژوست و کوتون - بر اساس قوانین قانون ۲۲ پریریال اعدام شد.